# In Your House 10: Mind Games
In Your House 10: Mind Games foi um pay-per-view (PPV) de wrestling profissional produzido pelo World Wrestling Federation (WWF, agora WWE). O evento ocorreu em 22 de setembro de 1996, no CoreStates Center na Filadélfia, Pensilvânia. Esse foi o décimo evento da cronologia In Your House.
O evento principal do In Your House 10: Mind Games viu Shawn Michaels defender o WWF Championship contra Mankind em uma luta que Mankind considerou como a melhor de sua carreira. Também no show, The Smooking Gunns defenderam o WWF Tag Team Championship contra Owen Hart e o British Bulldog. Em outras lutas, Mark Henry fez sua estréia em pay-per-view contra Jerry "The King" Lawler.

## Produção

### Conceito
In Your House foi uma série mensal de wrestling profissional em formato pay-per-view (PPV) produzido pela primeira vez pela World Wrestling Federation (WWF, agora WWE) em maio de 1995. Eles iam ao ar quando a promoção não estava realizando um dos seus então cinco PPVs principais (WrestleMania, King of the Ring, SummerSlam, Survivor Series e Royal Rumble) e eram vendidos por um preço mais baixo. In Your House 10: Mind Games aconteceu em 22 de setembro de 1996, no Centro CoreStates na Filadélfia, Pensilvânia. O nome do show foi baseado na rivalidade entre Shawn Michaels e Mankind.

### Rivalidades
In Your House 10: Mind Games contou com lutas de wrestling profissional envolvendo diversos lutadores que faziam parte de rivalidades e histórias já em andamento, desenvolvidas nos episódios do Monday Night Raw e em outros programas da WWF.
Mankind havia derrotado The Undertaker em uma brutal Boiler Room Brawl no SummerSlam do mês anterior, quando o lendário manager Paul Bearer traiu The Undertaker e se juntou a Mankind. Depois disso, Mankind desafiou o então campeão da WWF, Shawn Michaels.

## Evento
A luta de abertura, que foi exibida durante o WWF Free for All, foi um combate individual em que Savio Vega venceu Marty Jannetty. Após a luta, Vega foi atacado por Justin Bradshaw.
Em seguida, Vince McMahon, Jim Ross e Mr. Perfect deram as boas-vindas ao público para o início oficial do pay-per-view.
A segunda luta — a primeira a ir ao ar no pay-per-view principal — foi uma Caribbean Strap Match entre Bradshaw e Vega. Essa foi a estreia de Bradshaw em um pay-per-view da WWF. Durante a luta, dois lutadores da promoção local Extreme Championship Wrestling (ECW), Tommy Dreamer e The Sandman, apareceram na primeira fila junto com o promotor da ECW, Paul Heyman. Eles se envolveram brevemente no combate antes de serem expulsos do CoreStates Center. Esse momento marcou o início da parceria entre a WWF e a ECW. Vega venceu a luta ao tocar discretamente três cantos do ringue e, em seguida, ser lançado por Bradshaw no quarto canto — o que acabou custando a vitória ao próprio Bradshaw.
Após a segunda luta, Vega foi atacado nos bastidores por Diesel e Razor Ramon. Jim Ross havia afirmado que eles retornariam à WWF após saírem para a World Championship Wrestling no início daquele ano — mas, na realidade, os personagens haviam sido assumidos por outros lutadores.
A terceira luta foi um combate individual entre Jim Cornette e José Lothario, como parte da rivalidade entre Shawn Michaels (gerenciado por Lothario) e Vader (gerenciado por Cornette). Lothario venceu rapidamente, aplicando uma sequência de socos antes de fazer o pin.
Depois da terceira luta, Brian Pillman — que havia prometido no Raw entrevistar Bret Hart (ausente desde a WrestleMania XII em março de 1996) — apareceu no ringue e, em vez disso, apresentou Owen Hart e Stone Cold Steve Austin. Ambos zombaram de Bret Hart.
Na sequência, foi exibida uma vinheta com Mark Henry passeando por pontos turísticos de Filadélfia, incluindo a estátua de George Washington e o Sino da Liberdade.
Outra vinheta foi exibida em seguida, mostrando Clarence Mason enganando um Jim Cornette atordoado para que assinasse a transferência dos contratos de British Bulldog e Owen Hart para ele.
A quarta luta foi um combate de duplas, no qual os Smoking Gunns defenderam o WWF Tag Team Championship contra Owen Hart e British Bulldog. Antes da luta, a manager dos Smoking Gunns, Sunny, revelou um pôster gigante de si mesma, mas descobriu que o pôster havia sido pichado por Bulldog e Hart. A dupla Hart e Bulldog venceu a luta — e os títulos — após uma falha de comunicação entre os Smoking Gunns, que permitiu que Bulldog aplicasse um running powerslam e fizesse o pin em Bart Gunn. Depois da derrota, Sunny demitiu os Smoking Gunns.
A quinta luta foi um combate individual entre Jerry Lawler e Mark Henry, em apenas sua segunda luta da carreira e a primeira em um pay-per-view. Henry venceu forçando Lawler a desistir com um Canadian backbreaker rack. Após a luta, Henry foi atacado por Hunter Hearst-Helmsley, Leif Cassidy e Marty Jannetty, mas conseguiu se defender e expulsar os três do ringue.
A sexta luta foi uma Final Curtain Match entre Goldust e The Undertaker. The Undertaker venceu por pinfall após aplicar um chokeslam seguido de um Tombstone Piledriver.

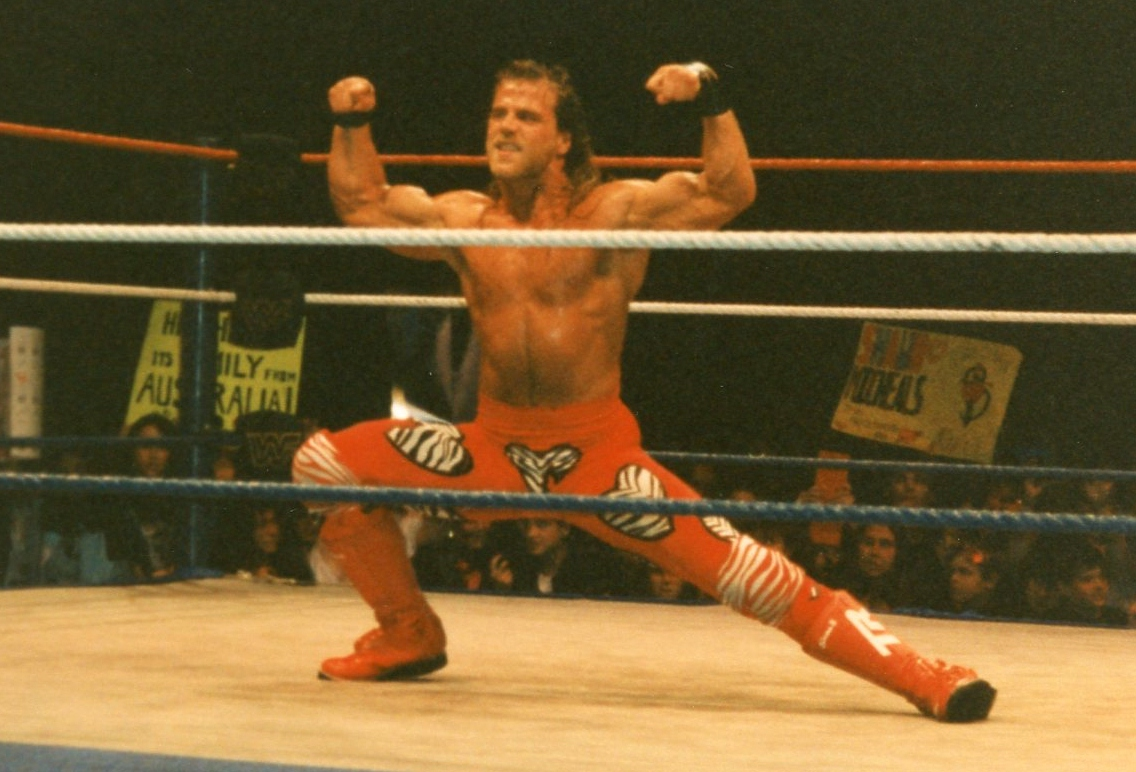
Shawn Michaels defendeu o WWF Championship contra Mankind no Your House 10: Mind Games.

A sétima luta — e última a ser exibida no pay-per-view — foi um combate individual em que Shawn Michaels defendeu o WWF Championship contra Mankind. Momentos marcantes da luta incluíram Mankind cravando algo no próprio joelho para tentar recuperar a sensibilidade, depois de Michaels atacá-lo repetidamente, e Mankind arrancando tufos do próprio cabelo de frustração após várias tentativas de pin frustradas. A luta terminou quando Michaels usou seu golpe final, o Sweet Chin Music, para acertar uma cadeira no rosto de Mankind e tentou o pin, mas Vader interferiu e atacou Michaels, o que levou à desqualificação de Mankind. Em seguida, Sycho Sid apareceu para expulsar Vader. Logo depois, The Undertaker — rival de Mankind — surgiu de dentro de um caixão próximo ao ringue e atacou Mankind.
A oitava luta foi um combate individual entre Hunter Hearst Helmsley e Jake Roberts. Roberts venceu. Essa foi uma dark match que não foi exibida durante o pay-per-view.
A nona luta foi entre Faarooq e Marc Mero. Faarooq saiu vencedor. Assim como a anterior, essa também foi uma dark match e não foi ao ar.
A décima e última luta da noite foi entre Sycho Sid e Vader. Sid venceu o combate. Essa também foi uma dark match que não foi exibida na transmissão do evento.

## Resultados
| Nº                                          | Resultados | Estipulações                                  | Tempo |
| ------------------------------------------- | --- | --------------------------------------------- | ----- |
| Free For All                                | Savio Vega derrotou Marty Jannetty (com Leif Cassidy)                                                                  | Luta individual                               | 05:22 |
| 1                                           | Savio Vega derrotou Justin Bradshaw (com Uncle Zebekiah)                                                               | Luta Caribbean strap                          | 07:07 |
| 2                                           | José Lothario derrotou Jim Cornette                                                                                    | Luta individual                               | 00:56 |
| 3                                           | Owen Hart e British Bulldog (com Clarence Mason) derrotaram The Smoking Gunns (Bart Gunn e Billy Gunn) (c) (com Sunny) | Luta de duplas pelo WWF Tag Team Championship | 10:59 |
| 4                                           | Mark Henry derrotou Jerry Lawler por submissão                                                                         | Luta individual                               | 05:13 |
| 5                                           | The Undertaker derrotou Goldust (com Marlena)                                                                          | Luta Final Curtain                            | 10:23 |
| 6                                           | Shawn Michaels (c) (com José Lothario) derrotou Mankind (com Paul Bearer) por desclassificação                         | Luta individual pelo WWF Championship         | 26:25 |
| Dark                                        | Jake Roberts derrotou Hunter Hearst Helmsley                                                                           | Luta individual                               | 08:30 |
| Dark                                        | Faarooq (com Sunny) derrotou Marc Mero (com Sable)                                                                     | Luta individual                               | 06:23 |
| Dark                                        | Sycho Sid derrotou Vader (com Jim Cornette)                                                                            | Luta individual                               | 09:10 |
| (c) – Refere-se aos campeões antes da luta. | |                                               |       |